# Isabel Silva
Isabel Silva (Santa Maria de Lamas, 8 de Maio de 1986) é uma apresentadora de televisão portuguesa.

## Carreira
Licenciou-se em Ciências da Comunicação na Universidade Nova de Lisboa. Pós-graduou-se em Cinema e televisão pela Universidade Católica Portuguesa. 
Começou com um estágio no programa Você na TV! em Fevereiro de 2011. Entre 2014 e 2016, fez parte da equipa de apresentadores do programa Sábado Especial, dedicado ao reality show Casa dos Segredos, tendo feito parte da equipa do programa entre a 4a e a 6a edição. Em 2014 apresentou o programa Juntos no Verão com Teresa Guilherme. Em 2015 e 2016 apresentou os Extras Diários do reality show A Quinta e da A Quinta: O Desafio na TVI.
Em Janeiro de 2017, Isabel Silva lançou um livro O Meu Plano do Bem onde explica aos leitores as características de um estilo de vida saudável.
Em 2017 passou a ser a apresentadora do Love on Top sucedendo a Teresa Guilherme continuando nas edições seguintes. 
A 13 de dezembro de 2017, foi chamada, juntamente com Mónica Jardim, para substituir Cristina Ferreira e Manuel Luís Goucha no programa Você na TV!.
Em junho de 2018, substituiu Pedro Teixeira no programa Apanha se Puderes, ficando assim ao lado de Cristina Ferreira durante uma semana.
Em 2019 apresentou os programas TVI no Ar que levava celebridades a voar e aí, eram lhes pregadas partidas e também apresentou o Juntos em Festa, emitido nas tardes de sábado.
Nos meses de fevereiro e março de 2020 apresentou a solo, nas manhãs de sábado, o "Você na TV! Especial".
De 2013 a 2021 apresentou o programa semanal Somos Portugal.
A 1 de março de 2021 anuncia o fim da ligação de dez anos que tinha com a TVI.
Em maio de 2022 estreia-se na RTP1, com a apresentação do programa semanal Chefs da Nossa Terra, ao lado de João Paulo Rodrigues.
A partir de março de 2023 apresenta o novo programa das tardes de sábado da RTP1, denominado Estrelas ao Sábado. 
Em março de 2024, regressa à apresentação da segunda temporada do programa semanal Chefs da Nossa Terra na RTP1, desta vez transmitida aos sábados à tarde.
A partir de setembro de 2024, regressa com a terceira temporada do programa das tardes de sábado da RTP1, Estrelas ao Sábado.

## Televisão
| Ano                     | Canal | Programa                                          | Notas                                                                                          |
| ----------------------- | ----- | ------------------------------------------------- | ---------------------------------------------------------------------------------------------- |
| 2011 - 2013 2019 - 2020 | TVI   | Você na TV!                                       | Repórter                                                                                       |
| 2013                    | TVI   | Big Brother VIP                                   | Repórter                                                                                       |
| 2013                    | TVI   | Secret Story - Casa dos Segredos 4                | Repórter                                                                                       |
| 2013 - 2021             | TVI   | Somos Portugal                                    | Apresentadora                                                                                  |
| 2014                    | TVI   | Secret Story - Casa dos Segredos: Desafio Final 2 | Repórter                                                                                       |
| 2014                    | TVI   | Sábado Especial                                   | Apresentadora, ao lado de Marisa Cruz, Nuno Eiró e Marta Cardoso                               |
| 2014                    | TVI   | Mais Vale à Tarde do que Nunca                    | Apresentadora, ao lado de Nuno Eiró                                                            |
| 2014                    | TVI   | Juntos no Verão                                   | Apresentadora, ao lado de Teresa Guilherme                                                     |
| 2015                    | TVI   | Secret Story - Casa dos Segredos 5                | Apresentadora do Extra                                                                         |
| 2015                    | TVI   | Secret Story - Casa dos Segredos: Desafio Final 3 | Apresentadora do Extra                                                                         |
| 2015                    | TVI   | Secret Story - Casa dos Segredos: Luta Pelo Poder | Apresentadora do Extra                                                                         |
| 2015 - 2016             | TVI   | Sábado Especial                                   | Apresentadora, ao lado de Nuno Eiró                                                            |
| 2015                    | TVI   | A Tarde É Sua                                     | Apresentadora, ao lado de Manuel Luís Goucha, na ausência de Fátima Lopes                      |
| 2015                    | TVI   | A Quinta                                          | Apresentadora do Extra                                                                         |
| 2016                    | TVI   | Juntos, Fazemos a Festa                           | Apresentadora, ao lado de Teresa Guilherme                                                     |
| 2016                    | TVI   | A Quinta: O Desafio                               | Apresentadora do Extra                                                                         |
| 2016                    | TVI   | Love on Top 1                                     | Apresentadora do Extra                                                                         |
| 2016                    | TVI   | Love on Top 2                                     | Apresentadora do Extra                                                                         |
| 2016                    | TVI   | Love on Top 3                                     | Apresentadora do Extra                                                                         |
| 2016                    | TVI   | Secret Story - Casa dos Segredos 6                | Apresentadora do Extra                                                                         |
| 2016                    | TVI   | Sábado Especial                                   | Apresentadora, ao lado de Marta Cardoso                                                        |
| 2016                    | TVI   | Sábado Especial                                   | Apresentadora, apoiada por João Montez                                                         |
| 2017                    | TVI   | Secret Story - Casa dos Segredos: Desafio Final 4 | Apresentadora do Extra                                                                         |
| 2017                    | TVI   | Let's Dance - Vamos Dançar                        | Apresentadora do Extra                                                                         |
| 2017                    | TVI   | Love on Top 4                                     | Apresentadora                                                                                  |
| 2017                    | TVI   | Love on Top 5                                     | Apresentadora                                                                                  |
| 2017                    | TVI   | Love on Top 6                                     | Apresentadora                                                                                  |
| 2017                    | TVI   | Você na TV!                                       | Apresentadora, ao lado de Mónica Jardim, na ausência de Cristina Ferreira e Manuel Luís Goucha |
| 2018                    | TVI   | Apanha se Puderes                                 | Apresentadora, ao lado de Cristina Ferreira, na ausência de Pedro Teixeira                     |
| 2018                    | TVI   | Love on Top 7                                     | Apresentadora                                                                                  |
| 2018                    | TVI   | Love on Top - Última Tentação                     | Apresentadora                                                                                  |
| 2018                    | TVI   | Love on Top 9                                     | Apresentadora                                                                                  |
| 2019                    | TVI   | Love on Top 10                                    | Apresentadora                                                                                  |
| 2019                    | TVI   | TVI no Ar                                         | Apresentadora                                                                                  |
| 2019                    | TVI   | Juntos em Festa                                   | Apresentadora                                                                                  |
| 2019                    | TVI   | A Tarde É Sua                                     | Apresentadora da rubrica "Portugal Visto do Céu"                                               |
| 2019                    | TVI   | Você na TV!                                       | Apresentadora da rubrica "Campeões"                                                            |
| 2020                    | TVI   | Você na TV! Especial                              | Apresentadora                                                                                  |
| 2020                    | TVI   | Você na TV!                                       | Apresentadora da rubrica "Isabel vai de Férias"                                                |
| 2022                    | RTP1  | Chefs da Nossa Terra 1                            | Apresentadora, ao lado de João Paulo Rodrigues                                                 |
| 2023                    | RTP1  | Estrelas ao Sábado 1                              | Apresentadora                                                                                  |
| 2023 - 2024             | RTP1  | Estrelas ao Sábado 2                              | Apresentadora                                                                                  |
| 2024                    | RTP1  | Chefs da Nossa Terra 2                            | Apresentadora                                                                                  |
| 2024 - 2025             | RTP1  | Estrelas ao Sábado 3                              | Apresentadora                                                                                  |
| 2025                    | RTP1  | Estrelas ao Sábado - Campeões ao Desafio          | Apresentadora                                                                                  |
| 2025 - presente         | RTP1  | Chefs da Nossa Terra 3                            | Apresentadora                                                                                  |

#### Emissões Especiais / Outros
- 2014 - Especial 21 Anos TVI (Apresentadora)
- 2014 - Festa de Verão da TVI - Em direto do Meo Spot de Portimão (Apresentadora)
- 2015 - Especial 22 anos TVI (Apresentadora)
- 2015 - Dança com as Estrelas 3 (Concorrente) - TVI
- 2015 - Festa de Verão da TVI - Em direto da Discoteca Tamariz (Apresentadora)
- 2016 - Especial 23 anos TVI (Apresentadora)
- 2016 - Festa de Verão da TVI - Em direto da Discoteca Tamariz Ocean Club (Apresentadora)
- 2016 - Especial Missão Continente (Apresentadora ao lado de Fátima Lopes e Mónica Jardim) - TVI
- 2018 - Especial 25 Anos TVI (Apresentadora)
- 2018 - Millenium Estoril Open (Repórter) - TVI
- 2019 - Você na TV! (Repórter da rubrica "Você Pede Eu Dou") - TVI
- 2019 - Especial 26° Aniversário TVI (Apresentadora)
- 2019 - Arraial TVI (Apresentadora, ao lado de Sílvia Rizzo, João Montez e Pimpinha Jardim)
- 2019 - Conta-me Como És (Entrevistada) - TVI
- 2020 - A ajuda não pode parar (Repórter) - TVI
- 2020 - Portugal na TVI (Apresentadora)
- 2020 - Você na TV! (Apresentadora de emissão especial com Manuel Luís Goucha) - TVI
- 2020 - Natal em Família (Apresentadora em dupla com Mónica Jardim) - TVI
- 2020 - Somos Natal (Apresentadora) - TVI
- 2021 - Em Família - Sozinhos na Casa (Participação) - TVI
- 2021 - All Together Now (Jurada convidada) - TVI
- 2021 - Alta Definição (Entrevistada) - SIC
- 2021 - What's Up? TV (Convidada) - SIC Mulher
- 2021 - Curto Circuito (Convidada) - SIC Radical
- 2022 - A Máscara (Participação especial) - SIC
- 2023 - Dança Comigo (Concorrente) - RTP1
- 2024 - Circo de Natal RTP (Apresentadora) - RTP1